# РААЛ (Ла-Лув'єр)
РААЛ (Ла-Лув'єр) (повна назва — фр. Royal Association Athlétique Louviéroise La Louvière) — бельгійський футбольний клуб із міста Ла-Лув'єр у провінції Ено. Клуб веде свою історію від 1919 року, коли було засновано клуб «Серкль Спортіф Кує». Під сучасною назвою команда виступає з 2017 року, а в сезоні 2025/26 дебютувала в елітному бельгійському дивізіоні після того як посіла друге місце в другому дивізіоні за підсумками сезону 2024/25.

## Історія

### Ранні роки (1919—2009)
Клуб засновано 1919 року під назвою «Серкль Спортіф Кує» (фр. Cercle Sportif Couillet) і вже наступного року приєднався до KBVB. У 1934 році команда вперше вийшла до національних дивізіонів, проте наступні десятиліття виступала в провінційних лігах Ено. У 1962 році клуб отримав «королівський титул» і став називатись «Рояль Амікаль Серкль Спортіф Кує» (фр. Royale Amicale Cercle Sportif Couillet).
У 1949 році в Кує було засновано ще один клуб, «Юніон Спортів Кує д'Амерік» (фр. Union Sportive Couillet d'Amérique). Після кількох років виступів в конкуруючій аматорській асоціації, клуб у 1952 році перейшов до KBVB під реєстраційним номером 5580. У 1956 році клуб став повноправним членом. У 1977 році обидва клуби з Кує нарешті об'єдналися. Новий клуб отримав назву «Рояль Ассосіейшон Серкль Спортіф Кує» (фр. Royale Association Cercle Sportif Couillet) (скорочено назва залишилась старою — РАКС Кує).

### «Кує–Ла-Лув'єр» (2009—2011)
2009 року команда вирішила замінити збанкрутілий клуб «Ла-Лув'єр», перейменувавшись на «Кує–Ла-Лув'єр» (фр. Football Couillet–La Louvière). Змінилася емблема (зображення вовка) та збереглися зелено-білі кольори, а домашні матчі почали проводитись на «Стад де Тіволі» у Ла-Лув'єрі.

### «Шарлеруа» (2011—2017)
Навесні 2011 року команда переїхала в Шарлеруа та стала виступати під назвою «Шарлеруа». Відбулося тимчасове співробітництво з «RFCS Marcinelle», а 2013 року — поглинання «RJS Heppignies-Lambusart-Fleurus» із дозволом грати в Третьому дивізіоні KBVB під новою емблемою з левом. Після кількох об'єднань і переформатувань була утворена команда «Шарлеруа-Кує-Флерус» (фр. RC Charleroi–Couillet–Fleurus).

### РААЛ Ла-Лув'єр (2017–дотепер)
Влітку 2017 року клуб повернувся у Ла-Лув'єр, взявши назву РААЛ (Ла-Лув'єр) (фр. Royal Association Athlétique Louviéroise La Louvière) на честь колишнього клубу «Ла-Лув'єр». У дебютному сезоні в Третьому аматорському дивізіоні команда одразу виграла чемпіонат, піднявшись до четвертого за рівнем дивізіону. Там у сезоні 2021/22 команда теж посіла перше місце, вийшовши до третього дивізіону.
Сезон 2023/24 завершився перемогою у Національному Дивізіоні 1 (третій рівень), завдяки чому команда вперше в історії вийшла до другого бельгійського дивізіону, а 18 квітня 2025 року вона вийшла вперше до елітного бельгійського дивізіону.

## Стадіон
До літа 2025 року РААЛ (Ла-Лув'єр) проводила домашні матчі на Стад де Тіволі, що вміщує близько 13 500 глядачів. 
З сезону 2025/26 команда планує переїхати на сучасний «Стад РААЛ» із місткістю 8 050 глядачів.